# Johann Evangelista Weiss
Johann Evangelista Weiss ( 23 de abril de 1850 - 22 de noviembre de 1918 Dresde) fue un botánico, y algólogo alemán; profesor de botánica en la Universidad de Múnich.

## Obra
- 1905. Der Pflanzenarzt: Praktischer Ratgeber für Landwirte, Obstbaumbesitzer, und Gemüsegärtner... Landmanns Winterabende 79. Editor Ulmer, 184 pp.

- 1902. Grundriss der Botanik: Ein Leitfaden für den botanischen Unterricht zum Gebrauche an Mittelschulen und zum Selbstunterricht. 4ª edición	de R. Oldenbourg, 317 pp.

- 1901. Kurzgefasstes Lehrbuch d. Krankheiten u. Beschädigungen unserer Kulturgewächse. 179 pp.

- 1899. Die Hasselmann'sche imprägniermethodie. 14 pp.

- 1894. Schul- und Excursions-Flora von Deutschland. Editor Wolff, 575 pp.

- 1891. Karl Wilhelm von Naegeli, Ehrenmitgleid der Bayerischen botanischen Gesellschaft zur Erforschung der heimischen Flora. 6 pp.

- 1888. Methodische Anleitung zur gründlichen Erlernung der Weltsprache'Volapük': Mit Genehmigung des Erfinders hrsg. Von J.E. Weiss. Editor Louis Finsterlin, 96 pp.

- 1888. Vademecum botanicorum: Verzeichnis der Pflanzen des deutschen Florengebietes; zum Gebrauche auf botanischen Excursionen, bei phänologischen Beobachtungen und als Herbarkatalog. Editor Waldbauer, 216 pp.

- 1876. Wachsthumsverhältnisse & gefässbündelverlaut der piperaceen: Inauguraldissertation. 40 pp.

- La abreviatura «J.Weiss» se emplea para indicar a Johann Evangelista Weiss como autoridad en la descripción y clasificación científica de los vegetales.[2]